# Sonia Maccioni
Sonia Maccioni (Sesto San Giovanni, 5 marzo 1966) è un'ex mezzofondista ed ex maratoneta italiana.

## Palmarès
| Anno | Manifestazione             | Sede             | Evento         | Risultato | Prestazione | Note |
| ---- | -------------------------- | ---------------- | -------------- | --------- | ----------- | ---- |
| 1996 | Mondiali di mezza maratona | Palma di Maiorca | Individuale    | 24ª       | 1h14'57"    |      |
| 1996 | Mondiali di mezza maratona | Palma di Maiorca | A squadre      | Bronzo    | 3h41'28"    |      |
| 1996 | Europei di cross           | Bruxelles        | Corsa seniores | 46ª       | 18'32"      |      |
| 1996 | Europei di cross           | Bruxelles        | A squadre      | 6ª        | 119 p.      |      |
| 1997 | Mondiali                   | Atene            | Maratona       | dnf       | dnf         |      |
| 1997 | Mondiali di mezza maratona | Košice           | Individuale    | 45ª       | 1h14'18"    |      |
| 1997 | Mondiali di mezza maratona | Košice           | A squadre      |           |             |      |
| 1998 | Mondiali di mezza maratona | Zurigo           | Individuale    | dnf       | dnf         |      |
| 1999 | Mondiali di mezza maratona | Palermo          | Individuale    | dnf       | dnf         |      |

## Campionati nazionali
1994
- 11ª ai campionati italiani assoluti, 3000 m piani - 9'20"23
- 15ª ai campionati italiani di corsa campestre - 21'50"

1995
- 6ª ai campionati italiani assoluti, 5000 m piani - 16'21"75

1996
- Argento ai campionati italiani di maratonina - 1h12'33"

1997
- 9ª ai campionati italiani assoluti, 10000 m piani - 33'59"93
- 5ª ai campionati italiani di corsa campestre - 20'36"

1998
- Argento ai campionati italiani di corsa campestre - 20'05"1
- 7ª ai campionati italiani di maratonina - 1h19'57"

1999
- Oro ai campionati italiani di maratona - 2h28'54"
- Argento ai campionati italiani di maratonina - 1h14'54"

## Altre competizioni internazionali[1]
1994
- 6ª alla Stramilano ( Milano) - 1h13'22"

1995
- 16ª alla Cinque Mulini ( San Vittore Olona) - 22'08"
- 8ª al Campaccio ( San Giorgio su Legnano) - 21'38"

1996
- 4ª alla Maratona di Parigi ( Parigi) - 2h31'36"
- 8ª alla Mezza maratona di Parigi ( Parigi) - 1h13'29"
- 6ª alla BOclassic ( Bolzano), 5 km - 16'30"4
- 5ª al Cross della Vallagarina ( Villa Lagarina) - 15'57"

1997
- 8ª alla Maratona di Boston ( Boston) - 2h31'59"

1999
- Oro alla Maratona di Venezia ( Venezia) - 2h28'54"
- 7ª al Giro podistico internazionale di Castelbuono ( Castelbuono) - 19'37"

2000
- Argento al Campaccio ( San Giorgio su Legnano) - 19'34"